# Bholar Dabri
Bholar Dabri è una suddivisione dell'India, classificata come census town, di 10.010 abitanti, situata nel distretto di Jalpaiguri, nello stato federato del Bengala Occidentale. In base al numero di abitanti la città rientra nella classe IV (da 10.000 a 19.999 persone).

## Geografia fisica
La città è situata a 26° 31' 13 N e 89° 33' 38 E.

## Società

### Evoluzione demografica
Al censimento del 2001 la popolazione di Bholar Dabri assommava a 10.010 persone, delle quali 5.170 maschi e 4.840 femmine. I bambini di età inferiore o uguale ai sei anni assommavano a 981, dei quali 507 maschi e 474 femmine. Infine, coloro che erano in grado di saper almeno leggere e scrivere erano 7.864, dei quali 4.317 maschi e 3.547 femmine.